# Новий Кривий Ріг
Новокриворі́зький гірничозбага́чувальний комбіна́т (НКГЗК) (раніше село Нови́й Криви́й Ріг) — історична місцевість та сучасний житловий масив в Інгулецькому районі Кривого Рогу. Названий на честь розташованого поруч  «Новокриворізького гірничо-збагачувального комбінату» (НКГЗК). Колишнє село, що розташовувалось на лівому березі Інгульця, північніше сучасного житлового масиву ПівдГЗК.

## Історія
.

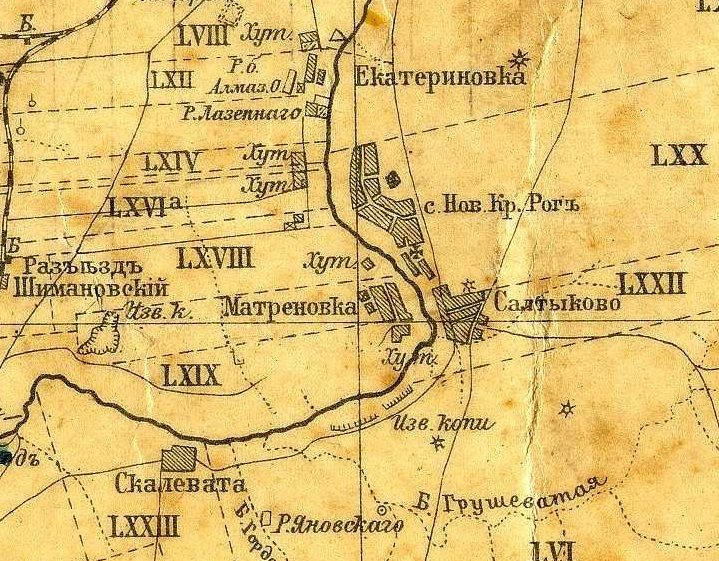
Новий Кривий Ріг на мапі Російської імперії (1914р.)

У 1888 році в Новому Кривому Розі було побудовано церкву Різдва Богородиці. Село було центром парафії, кількість парафіян складала 1792 особи.
Станом на кінець на 1896 рік село Новий Кривий Ріг входило до складу Криворізької волості Херсонського повіту Херсонської губернії. В кінці ХІХ століття тут нараховувалося 110 дворів та проживало 580 осіб. Була корчма, школа грамоти, в якій навчалося 20 дітей: 15 хлопчиків та 5 дівчат.
З 1919 по 1923 роки село було центром Новокриворізької волості Криворізького повіту Катеринославської губернії.
У 1946 році село Новий Кривий Ріг було центром Новокриворізької сільської ради, до складу якої також входили навколишні поселення: Войкове, Іванівка, Ново-Григорівка, Скелюватка, Миролюбівка.

## Сучасність
Колишнє село Новий Кривий Ріг за часів урбанізації опинилося в межах промислової зони. Ліквідоване.